# シタルケス (オドリュサイ王)

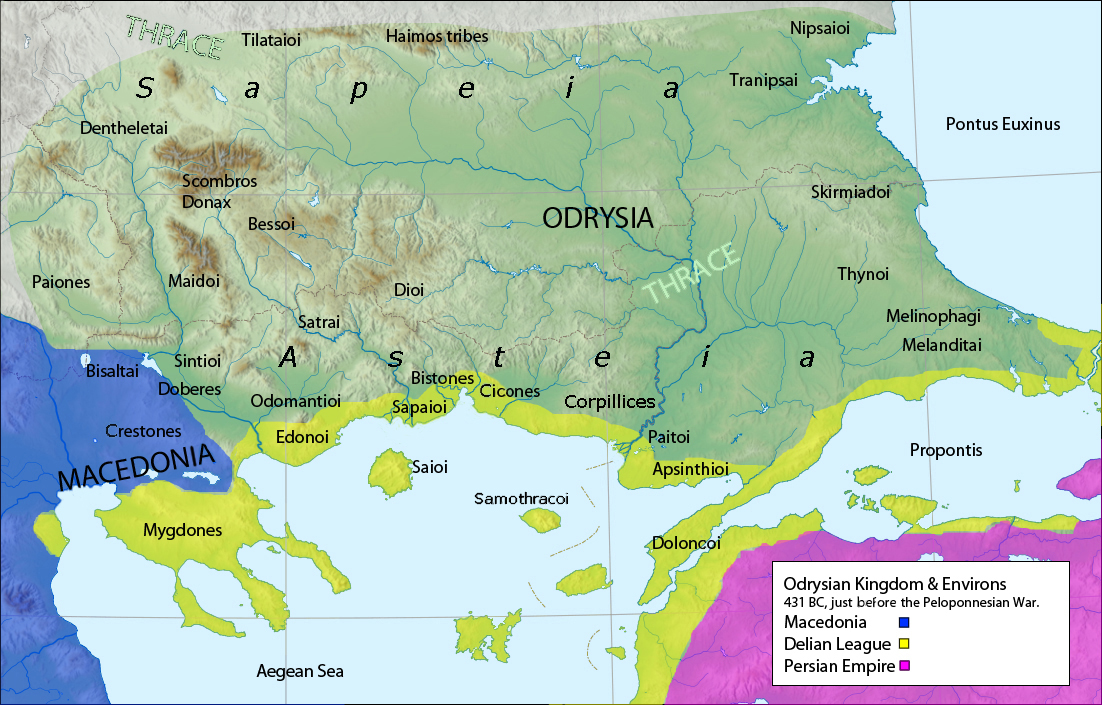
紀元前431年のオドリュサイ王国（ODRYSIA）と周辺地域

シタルケス （古代ギリシア語: Σιτάλκης, ? - 紀元前424年）は、オドリュサイ王国の2代目にして最強の王の1人（在位: 紀元前431年 - 紀元前424年）。
スーダ辞典ではシタルクス (Σίταλκος)と表記されている。

## 生涯
テレス1世の息子で、父の急死を受けて王位を継いだ。父と同様に優れた軍事能力を発揮して勢力を広げ、南はエーゲ海沿いのアブデラから北はドナウ川河口域、東は黒海から西はストルマ川源流まで至る広大な版図を築いた。
トゥキディデスによれば、ギリシアでペロポネソス戦争が勃発するとシタルケスはアテナイと同盟を組み、紀元前429年にディオイ人などのトラキア人諸部族およびアグリアネス人やラエアノイ人などのパエオニア人諸部族を統合し、15万人の軍勢を率いてペルディッカス2世が治めるマケドニア王国に侵攻した。しかし補給の失敗などの原因によって撤退を余儀なくされた。
紀元前424年、シタルケスは北西のトリバッロイ人と戦い戦死した。オドリュサイの王位は甥のセウテス1世によって引き継がれた。
南極サウス・シェトランド諸島のリヴィングストン島にあるスィタルク峰は、シタルケスにちなんで名付けられた。